# Kourskaïa (métro de Moscou, ligne Koltsevaïa)
Kourskaïa (en russe : Ку́рская et en anglais : Kurskaya)  est une station de la ligne circulaire Koltsevaïa (ligne 5 marron) du métro de Moscou, située sous la place Komsomolskaïa sur le territoire de l'arrondissement Basmanny dans le district administratif central de Moscou.
Elle est mise en service en 1950, lors de l'ouverture de la première section de la ligne circulaire.
Elle permet des correspondances avec la gare de Koursk.

## Situation sur le réseau
Établie en souterrain, à 37 mètres sous le niveau du sol, la station Kourskaïa est située au point 3+52 de la ligne circulaire Koltsevaïa (ligne 5 marron), entre les stations Komsomolskaïa et Taganskaïa.

## Histoire
La station Kourskaïa est mise en service le 1er janvier 1950, lors de l'ouverture à l'exploitation de la section de Park koultoury à Kourskaïa.
La section suivante entre Kourskaïa et Belorousskaïa est ouverte le 30 janvier 1952 et le dernier tronçon, entre Belorousskaïa et Park koultoury, permettant l'achèvement de la ligne circulaire est ouvert le 14 mars 1954.

## Patrimoine architectural

Détails
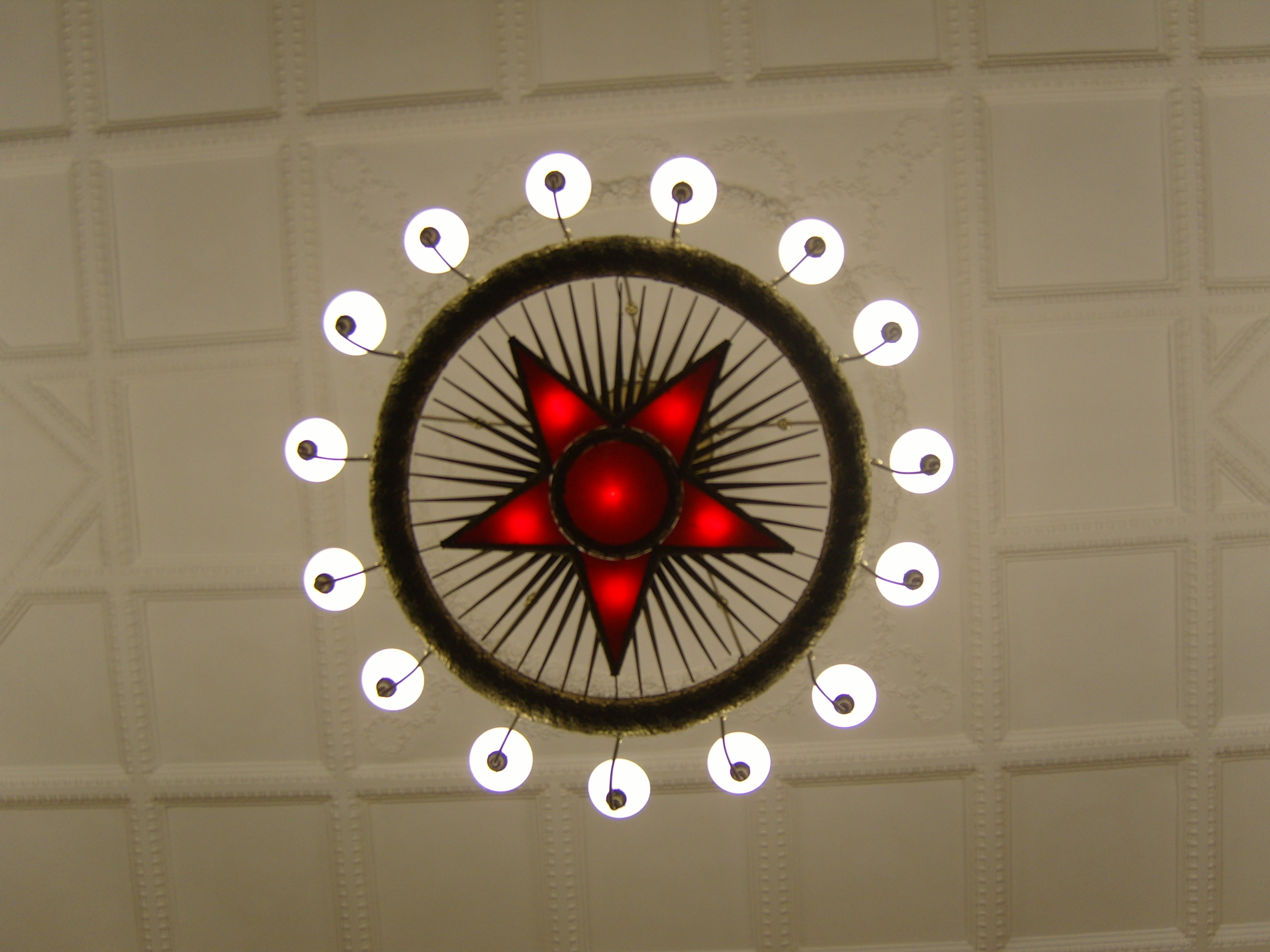
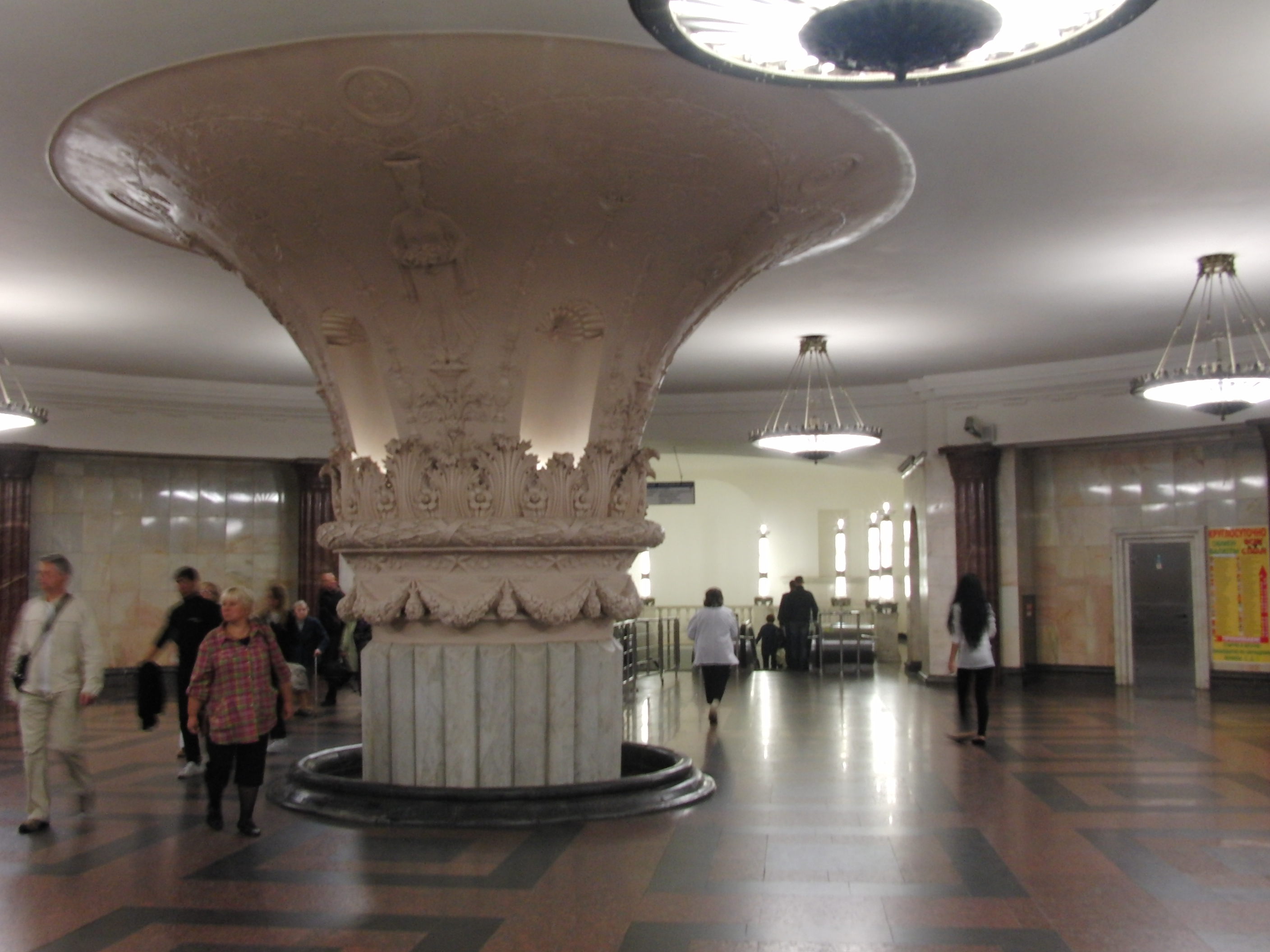